# Amydrium
Amydrium es un género con 6 especies de plantas con flores perteneciente a la familia Araceae.
Es endémica en el Sudeste de Asia. Se distingue de otros miembros de la tribu Monstereae por tener dos óvulos en cada ovario. Las semillas tienden a tener forma de corazón.

## Taxonomía
El género fue descrito por Heinrich Wilhelm Schott y publicado en Annales Museum Botanicum Lugduno-Batavi 1: 127. 1863.

## Especies
- Amydrium hainense
- Amydrium humile
- Amydrium magnificum
- Amydrium medium
- Amydrium sinense
- Amydrium zippelianum